# Albania tại Thế vận hội
Albania tham dự Thế vận hội Mùa hè lần đầu năm 1972. Quốc gia này không góp mặt tại 4 kỳ tiếp theo, hai trong số đó là do quyết định tẩy chay các kỳ năm 1980 và 1984, rồi trở lại tại kỳ Thế vận hội Mùa hè 1992 ở Barcelona và tham gia liên tục kể từ đó. Albania xuất hiện lần đầu tại Thế vận hội Mùa đông năm 2006. Nước này thường tranh tài ở những nội dung gồm bơi lội, điền kinh, cử tạ, bắn súng và đấu vật. Albania, cùng với Bosna và Hercegovina, là những nước châu Âu duy nhất không phải quốc gia mini mà hiện chưa từng có huy chương Olympic.

## Lịch sử
Albania lần đầu dự Thế vận hội Mùa hè năm 1972 ở Munich với 5 vận động viên (VĐV) tham gia 2 nội dung; Fatos Pilkati và Afërdita Tusha bắn súng ngắn tự do 50 mét hỗn hợp, Ismail Rama và Beqir Kosova nằm bắn súng trường 50 mét hỗn hợp, và Ymer Pampuri cử tạ nam hạng cân 60 kg. Tại Thế vận hội Mùa hè 1992 ở Barcelona: Alma Qeramixhi thi đấu bảy môn phối hợp; Kristo Robo thi đấu súng ngắn bắn nhanh 25 mét; Enkelejda Shehu thi đấu 25 mét súng ngắn; Frank Leskaj thi đấu 50 mét bơi tự do, 100 mét bơi tự do, và 100 mét bơi ếch; Sokol Bishanaku và Fatmir Bushi thi đấu cử tạ hạng cân dưới 67.5 kg, và Dede Dekaj hạng cân dưới 110 kg. Tại Thế vận hội Mùa hè 1996 ở Atlanta, Albania có bảy đại diện—4 nữ và 3 nam. Albania gửi tới Thế vận hội Mùa hè 2000 ở Sydney 2 VĐV nam và 2 VĐV nữ. Kế đó là bảy VĐV (2 nữ, 5 nam) tại Thế vận hội Mùa hè 2004 ở Athens, 11 VĐV (4 nữ và 7 nam) tại Thế vận hội Mùa hè 2008 ở Bắc Kinh và 9 VĐV (3 nữ và 6 nam) tại Thế vận hội Mùa hè 2012 ở Luân Đôn.
Tính đến  năm 2025, chưa VĐV Albania nào giành được huy chương Thế vận hội.

## Bảng huy chương

### Huy chương tại các kỳ Thế vận hội Mùa hè
| Thế vận hội         | Số VĐV        | Vàng          | Bạc           | Đồng          | Tổng số       | Xếp thứ       |
| 1896–1968           | không tham dự | không tham dự | không tham dự | không tham dự | không tham dự | không tham dự |
| München 1972        | 5             | 0             | 0             | 0             | 0             | –             |
| 1976–1988           | không tham dự | không tham dự | không tham dự | không tham dự | không tham dự | không tham dự |
| Barcelona 1992      | 7             | 0             | 0             | 0             | 0             | –             |
| Atlanta 1996        | 7             | 0             | 0             | 0             | 0             | –             |
| Sydney 2000         | 4             | 0             | 0             | 0             | 0             | –             |
| Athens 2004         | 7             | 0             | 0             | 0             | 0             | –             |
| Bắc Kinh 2008       | 11            | 0             | 0             | 0             | 0             | –             |
| Luân Đôn 2012       | 11            | 0             | 0             | 0             | 0             | –             |
| Rio de Janeiro 2016 | 6             | 0             | 0             | 0             | 0             | –             |
| Tokyo 2020          | chưa diễn ra  | chưa diễn ra  | chưa diễn ra  | chưa diễn ra  | chưa diễn ra  | chưa diễn ra  |
| Tổng số             | Tổng số       | 0             | 0             | 0             | 0             | –             |

### Huy chương tại các kỳ Thế vận hội Mùa đông

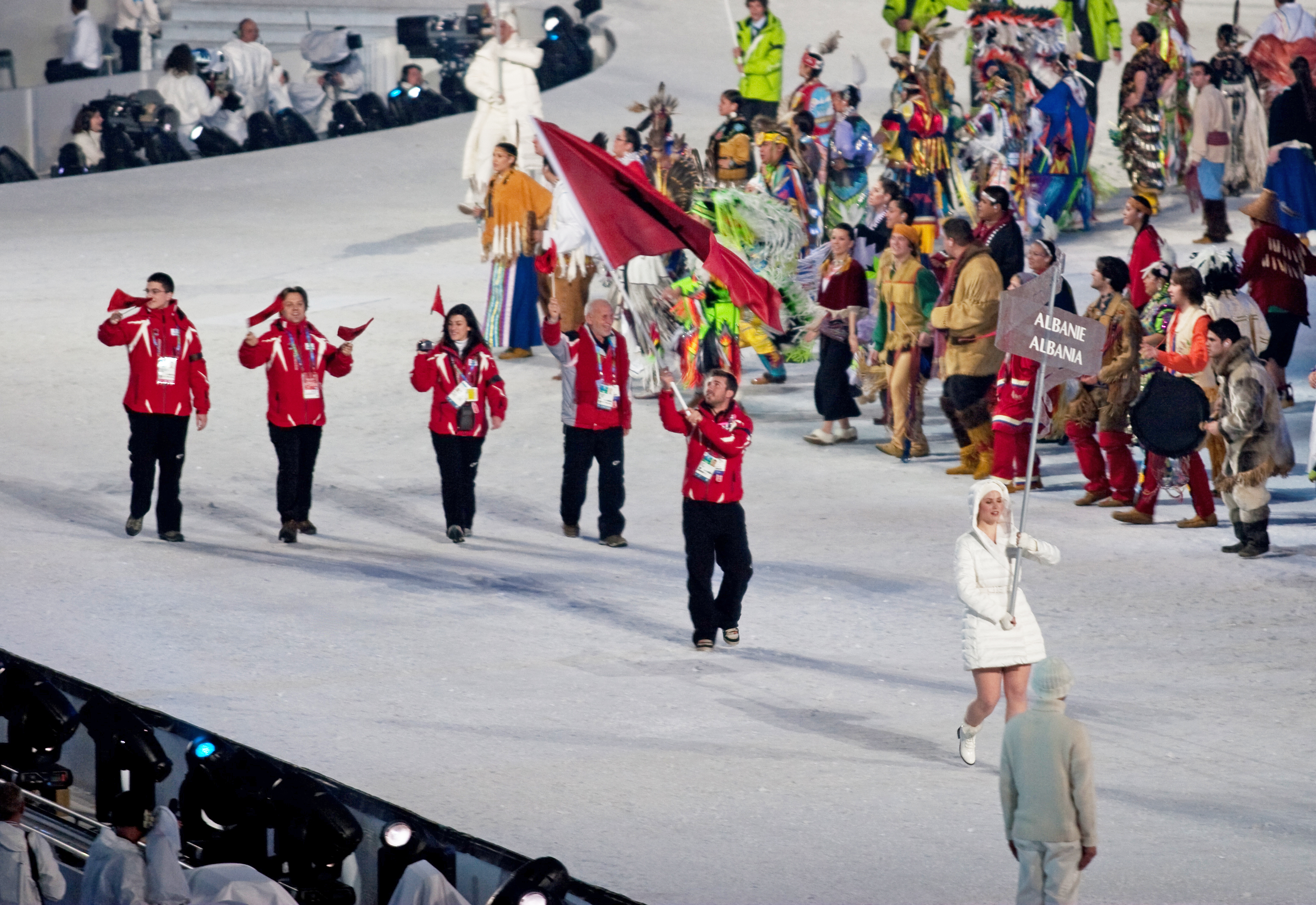
Đoàn Albania tại Thế vận hội Mùa đông 2010

| Thế vận hội      | Số VĐV        | Vàng          | Bạc           | Đồng          | Tổng số       | Xếp thứ       |
| 1924–2002        | không tham dự | không tham dự | không tham dự | không tham dự | không tham dự | không tham dự |
| Torino 2006      | 1             | 0             | 0             | 0             | 0             | –             |
| Vancouver 2010   | 1             | 0             | 0             | 0             | 0             | –             |
| Sochi 2014       | 2             | 0             | 0             | 0             | 0             | –             |
| Pyeongchang 2018 | 2             | 0             | 0             | 0             | 0             | –             |
| Bắc Kinh 2022    | chưa diễn ra  | chưa diễn ra  | chưa diễn ra  | chưa diễn ra  | chưa diễn ra  | chưa diễn ra  |
| Tổng số          | Tổng số       | 0             | 0             | 0             | 0             | –             |

## Các VĐV cầm cờ cho đoàn
| Thế vận hội         | VĐV            | Môn thi đấu |
| ------------------- | -------------- | ----------- |
| München 1972        | Afërdita Tusha | Bắn súng    |
| Barcelona 1992      | Kristo Robo    | Bắn súng    |
| Atlanta 1996        | Mirela Maniani | Điền kinh   |
| Sydney 2000         | Ilirjan Suli   | Cử tạ       |
| Athens 2004         | Klodiana Shala | Điền kinh   |
| Bắc Kinh 2008       | Sahit Prizreni | Đấu vật     |
| Luân Đôn 2012       | Romela Begaj   | Cử tạ       |
| Rio de Janeiro 2016 | Luiza Gega     | Điền kinh   |

| Thế vận hội    | VĐV        | Môn thi đấu        |
| -------------- | ---------- | ------------------ |
| Torino 2006    | Erjon Tola | Trượt tuyết đổ đèo |
| Vancouver 2010 | Erjon Tola | Trượt tuyết đổ đèo |
| Sochi 2014     | Erjon Tola | Trượt tuyết đổ đèo |